# Asphyx

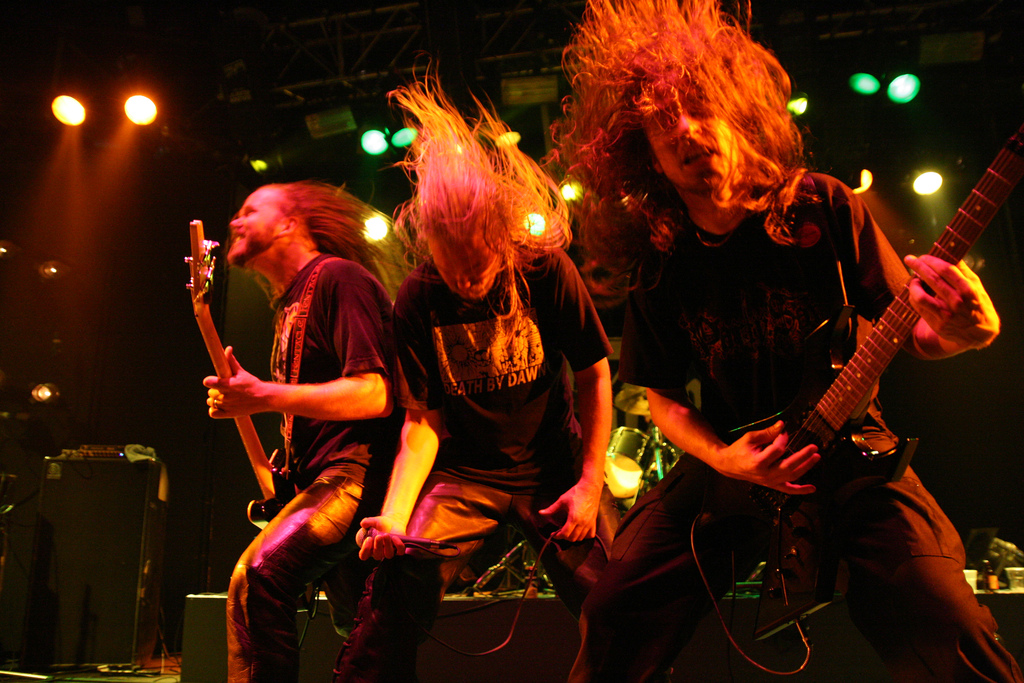
Asphyx in 2007

Asphyx is een Nederlandse deathmetalband. De band is opgericht in 1987. In 1998 veranderde de band tijdelijk van naam, in Soulburn. Sinds 2007 treedt Asphyx weer op, namelijk op aantal festivals, met Martin van Drunen als zanger, Wannes Gubbels als bassist, Bob Bagchus als drummer en met de Thanatos gitarist Paul Baayens.

## Artiesten
- Paul Baayens - gitarist
- Bob Bagchus - drummer
- Martin van Drunen - vocalist, bassist (1991-1992, 2007)
- Alwin Zuur - bassist
- Eric Daniels - gitarist (-2000)
- Theo Loomans - vocalist, bassist (1996)
- Wannes Gubbels - vocalist, bassist (-2009)
- Ron van Pol - vocalist (1992-1994)
- Ronny van der Wey - gitarist (1996)
- Sander van Hoof - drummer (1994)

## Discografie
- 1988 - Carnage Remains (demo)
- 1989 - Enter the Domain (demo)
- 1989 - Mutilating Process (ep)
- 1990 - Crush the Cenotaph (demo)
- 1991 - The Rack
- 1992 - Crush the Cenotaph (ep)
- 1993 - Last one on Earth
- 1994 - Asphyx
- 1996 - Embrace the Death (opgenomen in 1990)
- 1996 - God Cries
- 1998 - Feeding On Angels (uitgebracht als Soulburn)
- 2000 - On the Wings of Inferno
- 2008 - Death... The Brutal Way (single)
- 2009 - Death... The Brutal Way (album)
- 2010 - Live Death Doom (livealbum)
- 2012 - Deathhammer (album)
- 2016 - Incoming Death (album)
- 2021 - Necroceros (album)